# Jean-Jacques Bénetière
Jean-Jacques Bénetière, né le 2 février 1939 à La Pacaudière (Loire) et mort le 13 janvier 2024 à Roanne,, est un homme politique français.

## Biographie[3]

### Diplômes
Il est titulaire d'un diplôme d'études supérieures de sciences économiques et d'un diplôme européen d'études supérieures.

### Parcours professionnel
- 1964 - 1966 : Expert au Fonds européen de développement en Côte-d'Ivoire
- 1966 - 1969 : Conseiller technique auprès du Crédit agricole du Maroc
- 1969 - 1973 : Chargé de mission à la Fédération nationale des syndicats d'exploitants agricoles
- 1973 - 1977 : Secrétaire général adjoint de la Fédération internationale des produits agricoles
- 1978 - 1981 : Chargé de mission à la Confédération française de la coopération agricole
- mars 1995 : Inspecteur général de l'agriculture[4]

### Parcours politique
- 1969 - 1974 : Militant aux clubs Vie nouvelle et Citoyens 60
- 3 avril 1978 - 23 juillet 1981 : Suppléant du député Jean Auroux

## Mandats

### Mandat parlementaire
- 24 juillet 1981 - 1er avril 1986 : Député de la 5e circonscription de la Loire

### Mandat local
- 20 mars 1977 - 18 mars 2001 : Adjoint au maire de Roanne